# Fortaleza de São João Baptista do Ibo

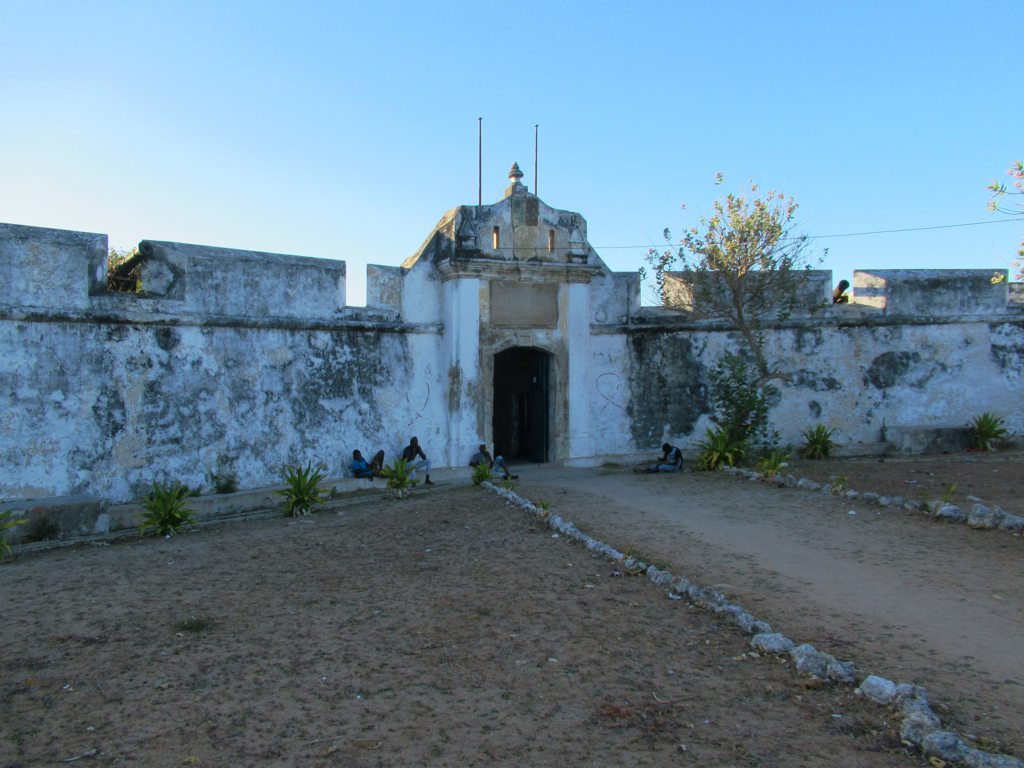
Portão-de-armas da fortaleza de São João Baptista

A Fortaleza de São João Baptista do Ibo é um dos fortes construídos pelo Império Português na Ilha do Ibo, província de Cabo Delgado em Moçambique .

## História
Situado à beira-mar, com formato inusitado de estrela pentagonal, o forte foi desenhado por António José Teixeira Tigre. Foi construído entre 1789 e 1795. Contém edifícios de serviço, com capacidade para 300 homens e estava equipado com 15 peças de artilharia. Ajudou os portugueses no Ibo a resistir aos ataques piratas dos Sakalava de Madagáscar. Uma capela foi adicionada em 1795. Foi classificado como monumento histórico em 1962.  Foi restaurado no ano seguinte.
O forte foi utilizado como prisão pelo Estado Novo.
Em 2019 foi usado para abrigar famílias cujas casas foram destruídas pelo furacão Kenneth.
Pela sua dimensão, desenho e qualidade de construção é considerada a segunda fortaleza de Moçambique, depois do Forte de São Sebastião na Ilha de Moçambique . É um dos três fortes erguidos na Ilha do Ibo, ao lado dos fortes mais pequenos de São José e de Santo António .

## Galeria

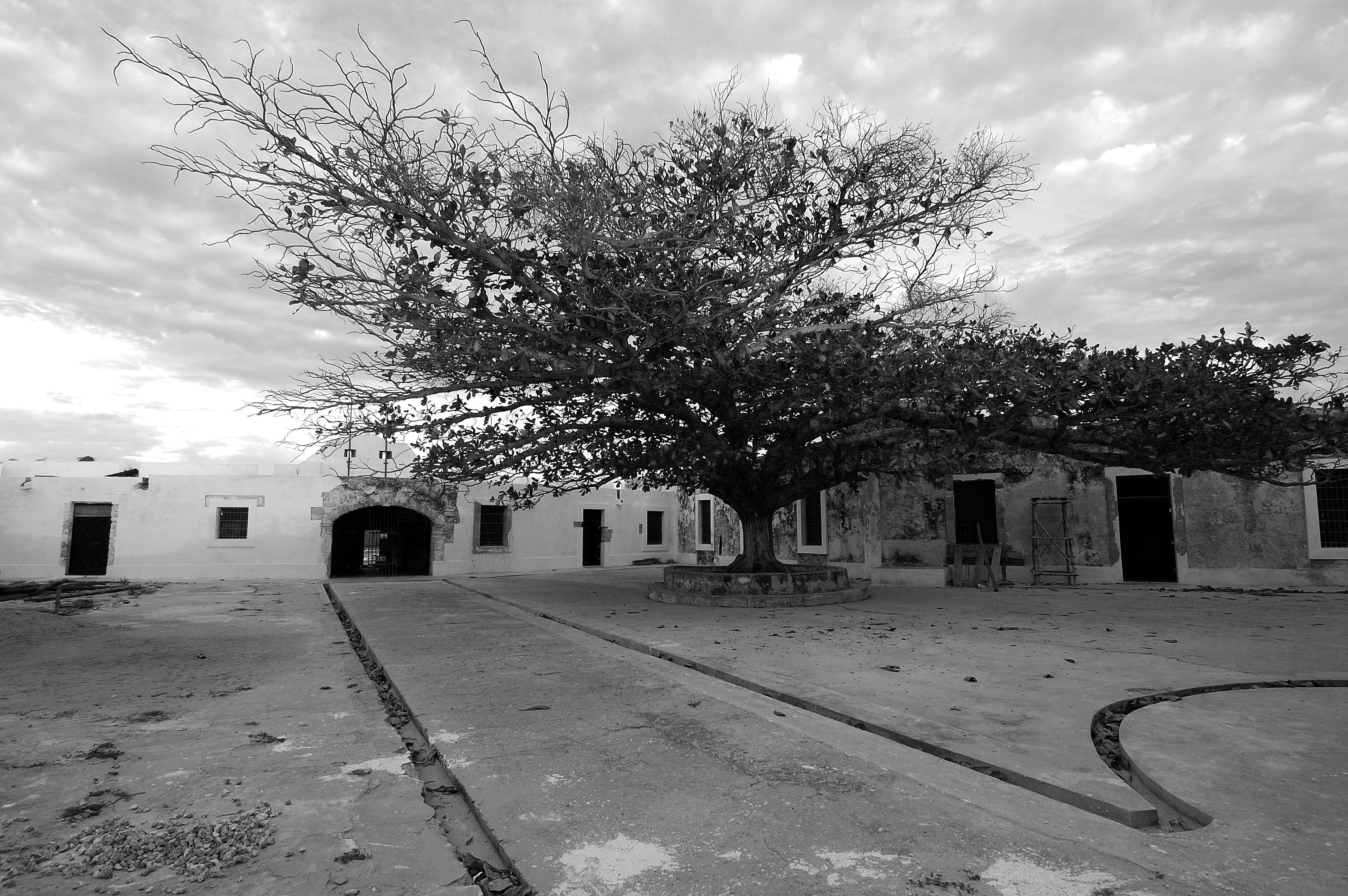
Courtyard of the fort.
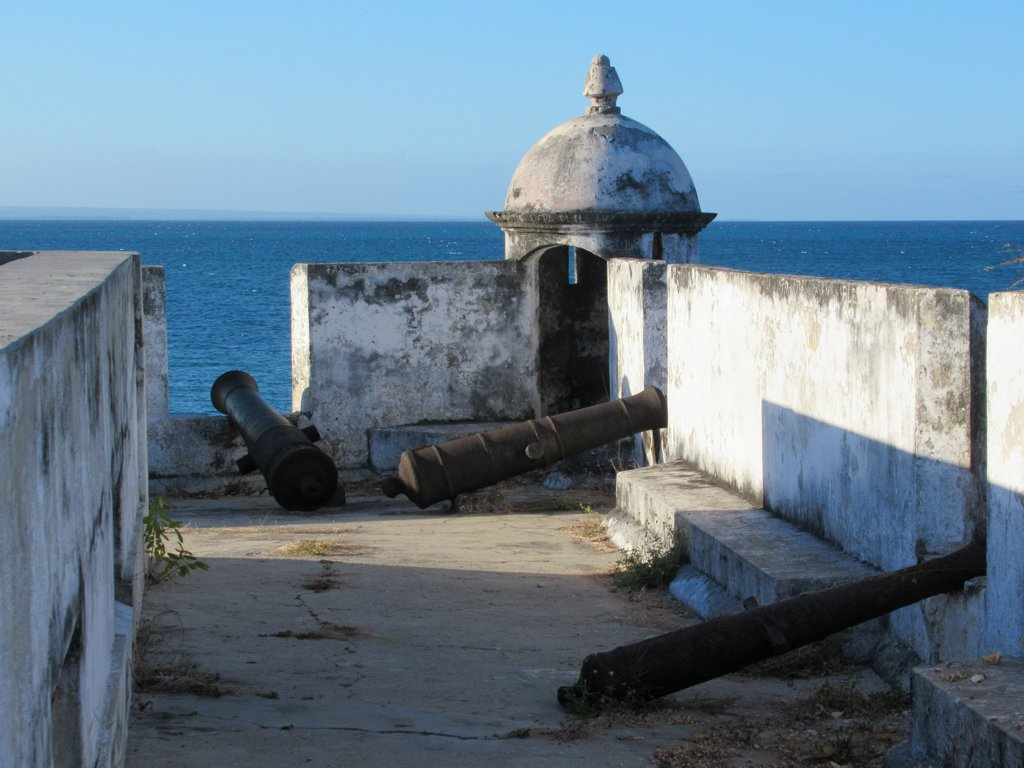
Gun emplacements.
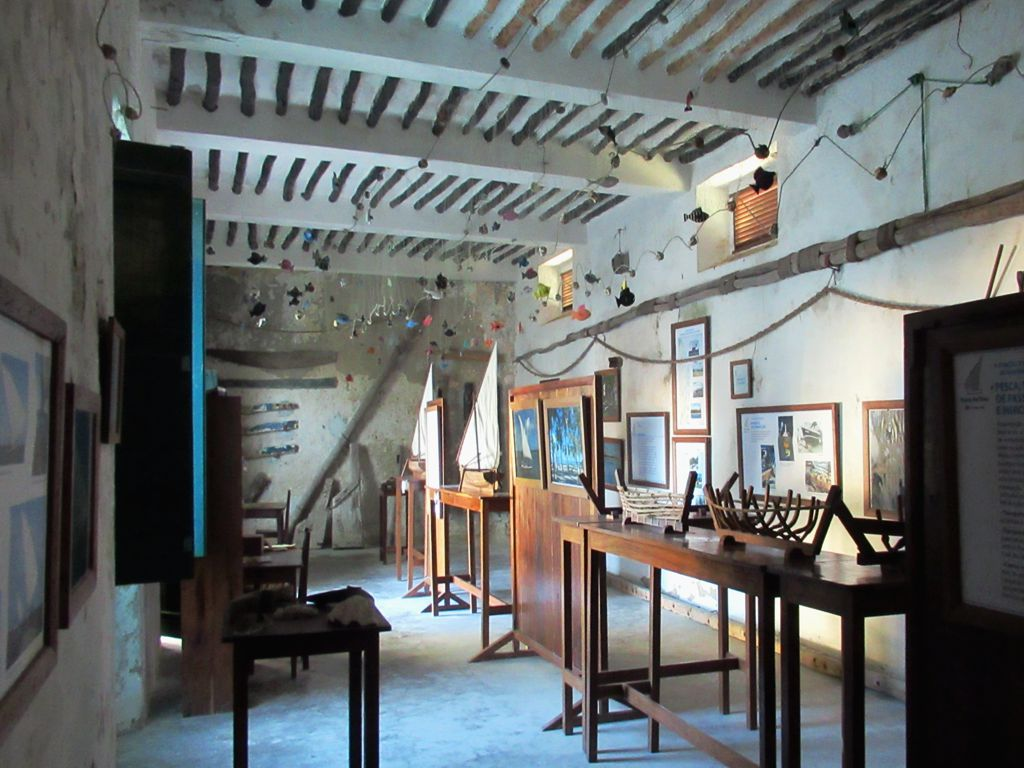
Maritime Museum, within the fort.